# PzF 44
O PzF 44 (abreviatura de Panzerfaust 44 mm, formalmente também Leichte Panzerfaust, que significa "punho de tanque leve", também conhecido como Panzerfaust Lanze (lança) e Panzerfaust 2/Panzerfaust II), foi um lança-foguetes antitanque portátil da Alemanha Ocidental, sem recuo, disparado no ombro, com calibre de cano de 44 mm. Foi o sucessor espiritual do Panzerfaust da Segunda Guerra Mundial e serviu no Exército da Alemanha Ocidental do início dos anos 1960 ao início dos anos 1990, quando foi substituído pelo lançador semi-descartável Panzerfaust 3.
O PzF 44 é chamado de "sem recuo" no sentido de que ejeta gás propelente para trás da câmara ao disparar, e não porque realmente não tenha recuo. Isso contraria fortemente o recuo, mas não o remove totalmente. O efeito do recuo minimizado, entretanto, é grande o suficiente para permitir que uma arma portátil como esta dispare ogivas de grande calibre sem causar trauma ao usuário.

## História
O lança-foguetes antitanque foi originalmente desenvolvido por volta de 1960 e colocado em serviço pela Bundeswehr em 1963. Foi desenvolvido para fornecer à infantaria da Alemanha Ocidental um substituto moderno para o Bazooka que eles usavam anteriormente. Como tal, foi o primeiro foguete antitanque alemão desenvolvido após a Segunda Guerra Mundial, um conflito no qual as armas antitanque portáteis alemãs, como o Panzerfaust, desempenharam um papel proeminente durante 1944-45. O PzF 44 foi o produto de um período em que o exército alemão foi reequipado com armas e equipamentos desenvolvidos localmente e retirou o antigo equipamento dos EUA que formava o seu arsenal inicial. O nome completo da designação do Exército Alemão é Panzerfaust 44mm DM2 Ausführung 1 Lanze.
Alguns PzF 44 foram usados pelo exército nigeriano durante a Guerra Civil da Nigéria.
A partir de 1992, o PzF 44 foi substituído pelo Panzerfaust 3.

## Especificações
O cartucho antitanque de alto explosivo (HEAT) de 1,5 kg do PzF 44 (Panzerfaustgeschoß DM32) poderia penetrar 370 mm de blindagem homogênea laminada e atingir alvos móveis a um alcance de 300 m. O PzF 44 também poderia disparar uma ogiva multifuncional.
| Arma    | Cartucho           | Penetração vs RHA | Alcance máximo vs alvo móvel |
| ------- | ------------------ | ----------------- | ---------------------------- |
| PzF 44  | PzF-gesch DM32     | 370 mm            | 300 m                        |
| RPG-7   | PG-7V              | 320 mm            | 300 m                        |
| M72 LAW | Rocket HE 66MM M72 | 305 mm            | 150 m                        |

## Variantes
- Modelo 44-1 – Versão inicial do PzF 44.
- Modelo 44-1A1 – Versão posterior do PzE 44–1.[1]
- Modelo 44-2 – Modelo posterior do PzF 44.[6]
- Modelo 44-2A1 – Modelo 44–2 com montagem de mira diferente.[6]

## Operadores
- Nigéria[2]
- Alemanha Ocidental